# Millery (Meurthe-et-Moselle)
Millery é uma comuna francesa na região administrativa de Grande Leste, no departamento de Meurthe-et-Moselle. Estende-se por uma área de 7,48 km². Em 2010 a comuna tinha 622 habitantes (densidade: 83,2 hab./km²).